# Rudolf Haußer
Rudolf Haußer (* 6. Juni 1910 in Stuttgart; † 16. Januar 2003 in Löwenstein) war ein deutscher Lungenfacharzt, überregional anerkannter Lungenchirurg, Klinikchef und Professor.
Rudolf Haußer studierte in Tübingen, Berlin und München. Seit dem Sommersemester 1929 war er Mitglied der Burschenschaft Germania Tübingen.
Er entfernte als einer der Ersten in Deutschland krankhafte Lungenlappen. Er gründete 1943 die Heilstätte in Weinsberg-Weißenhof, 1946 die in Gundelsheim (in Schloss Horneck) und 1960 die Klinik Löwenstein. Die eigene Erkrankung an Tuberkulose im Jahre 1935 bestimmte seinen Lebensweg. Zahlreiche Fachveröffentlichungen gehen auf ihn zurück.
Haußer war verheiratet und hatte drei Kinder. Er war passionierter Jäger und Gründungsmitglieds des Heilbronner Lions-Clubs, dem er 1962/1963 als Präsident vorstand.